# Wanganui
Wanganui, scris și Whanganui , este un oraș din Noua Zeelandă cu cca. 40.000 loc. situat la 200 km nord-est de Wellington, la vărsarea râului Whanganui River în Marea Tasmaniei.

## Date geografice
Orașul se află în districtul Wankui, golful Taranaki Bight, pe Insula de nord, Noua Zeelandă, care se învecinează cu districtele: la vest Taranaki, la nord-vest cu Kapiti-Coast, la nord cu Ruapehu și la est cu Rangitikei. Râul Whanganui River traversează districtul de la nord spre sud, ambele maluri ale lui formând o regiune deluroasă, care se află în cea mai parte în Parcul Național Whanganui. Districtul Whanganui are o populație de circa 44.000 loc. din care numai 4.500 trăiesc în afara orașului. Singura localitate mai mare din district este Jerusalem, care este situat pe cursul râului Whanganui River, mai sus de Wanganui.

## Istoric
La sosirea europenilor regiunea era deja locuită de maori. După întemeierea orașului Wellington, numărul populației din regiune crește și apare necesitatea înființării unei așezări noi. Wanganui va apare pe hartă în jurul anilor 1860, fiind înființat de compania New Zealand Company. Prin așezarea geografică favorabilă orașul s-a dezvoltat într-un timp relativ scurt. Cumpărarea neîncetată de teritorii noi a stârnit conflicte cu populația indigenă. În anul 1995 băștinașii maori ocupă orașul, demonstrând pașnic timp de 79 de zile contra noilor cumpărări de teritorii.

## Economie
Regiunea înconjurătoare are un sol roditor, ceea ce a favorizat dezvoltarea agriculturii, produsele obținute putând fi ușor transportate prin portul din apropiere. La 4 km se află un aeroport cu legături aeriene zilnice cu Auckland și Wellington.

## Personalități marcante
- Douglas Lilburn, compozitor
- Terence Bayler, actor